# Хільча
Хільча — найбільший острів у Київському водосховищі, розташований при впадінні річки Тетерів, на південь від села Страхолісся. Популярне місце для активного відпочинку, зокрема для сплавів та риболовлі.